# Brama Bolechowicka

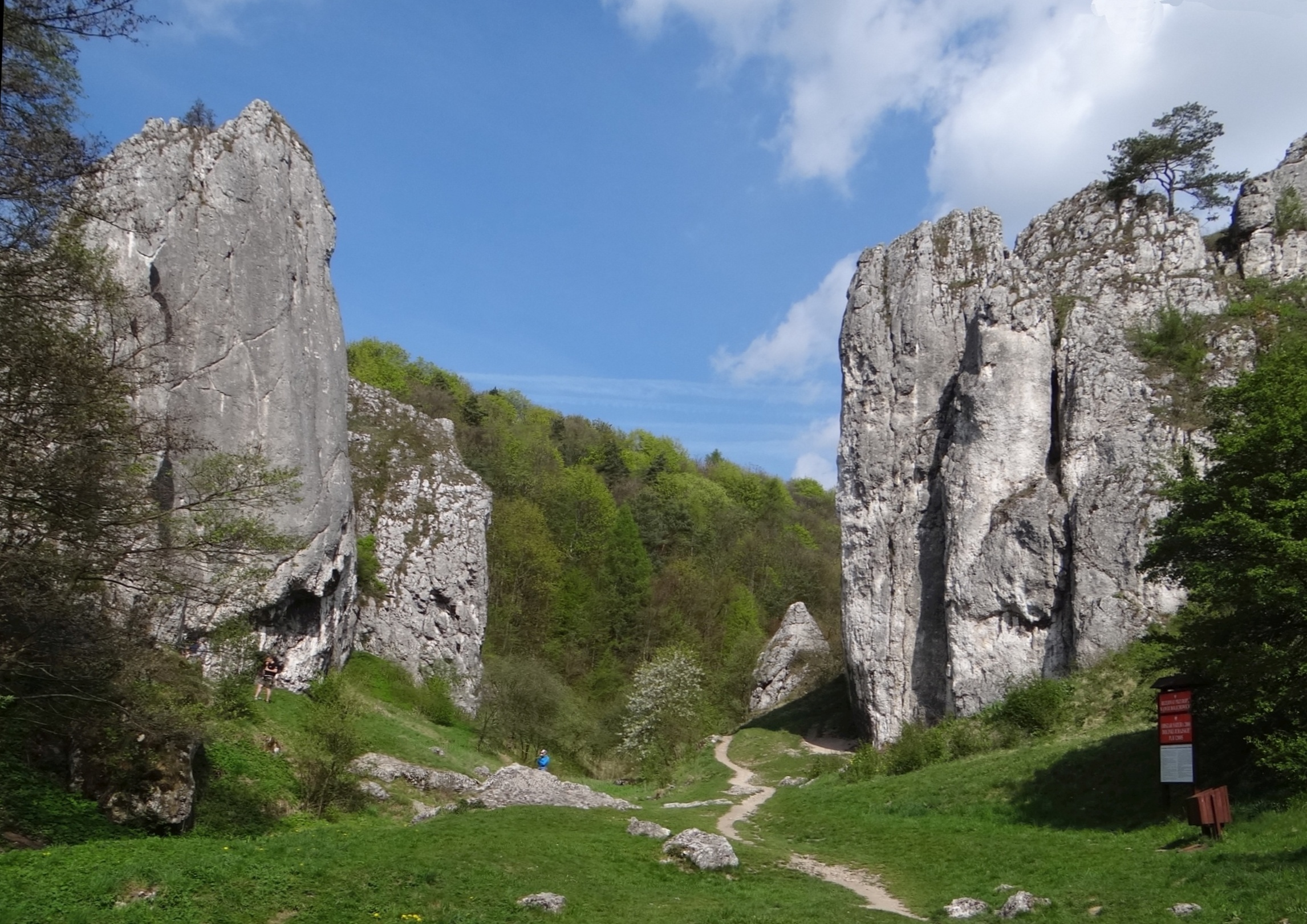
Brama Bolechowicka od strony Bolechowic

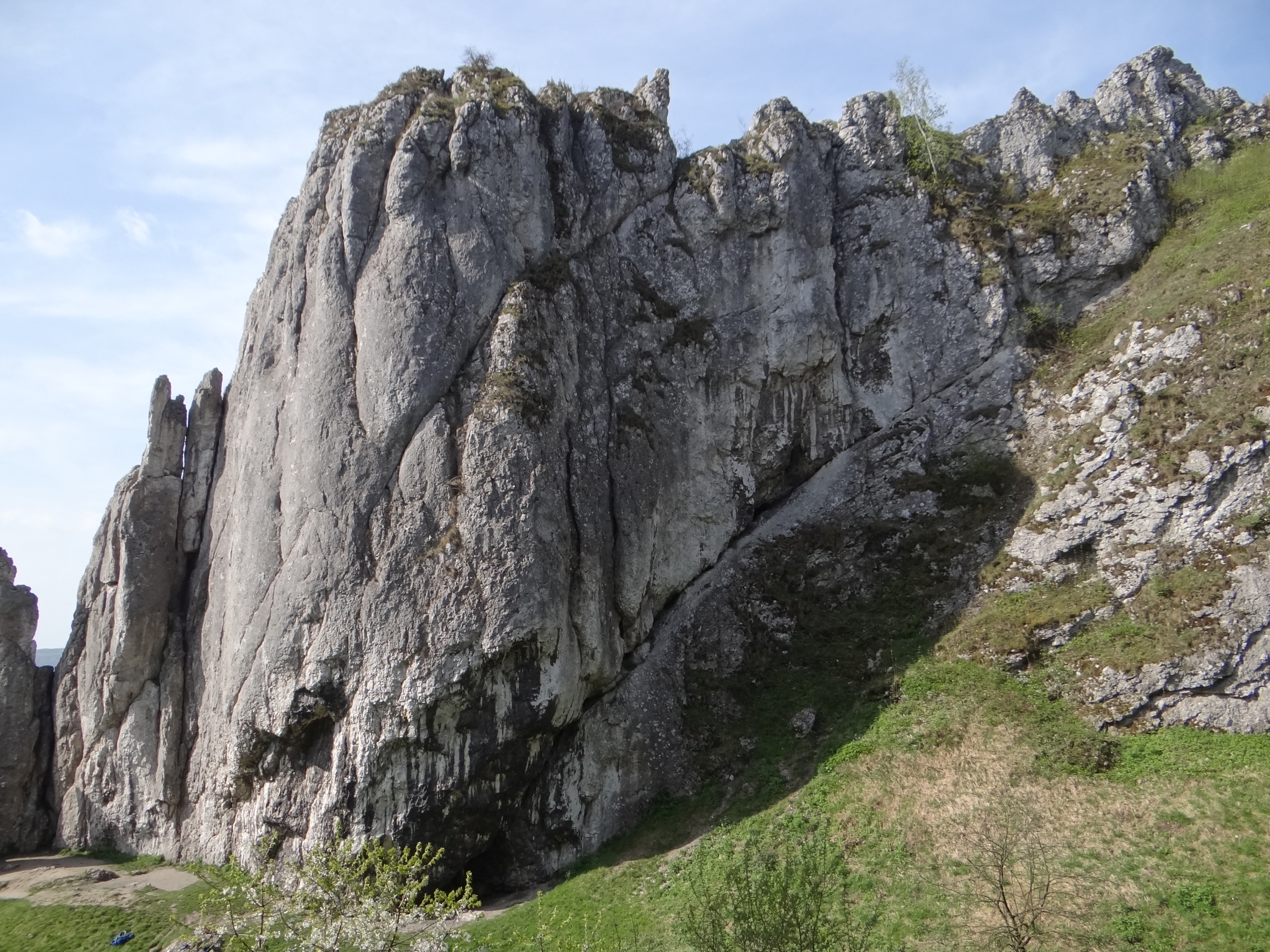
Filar Pokutników

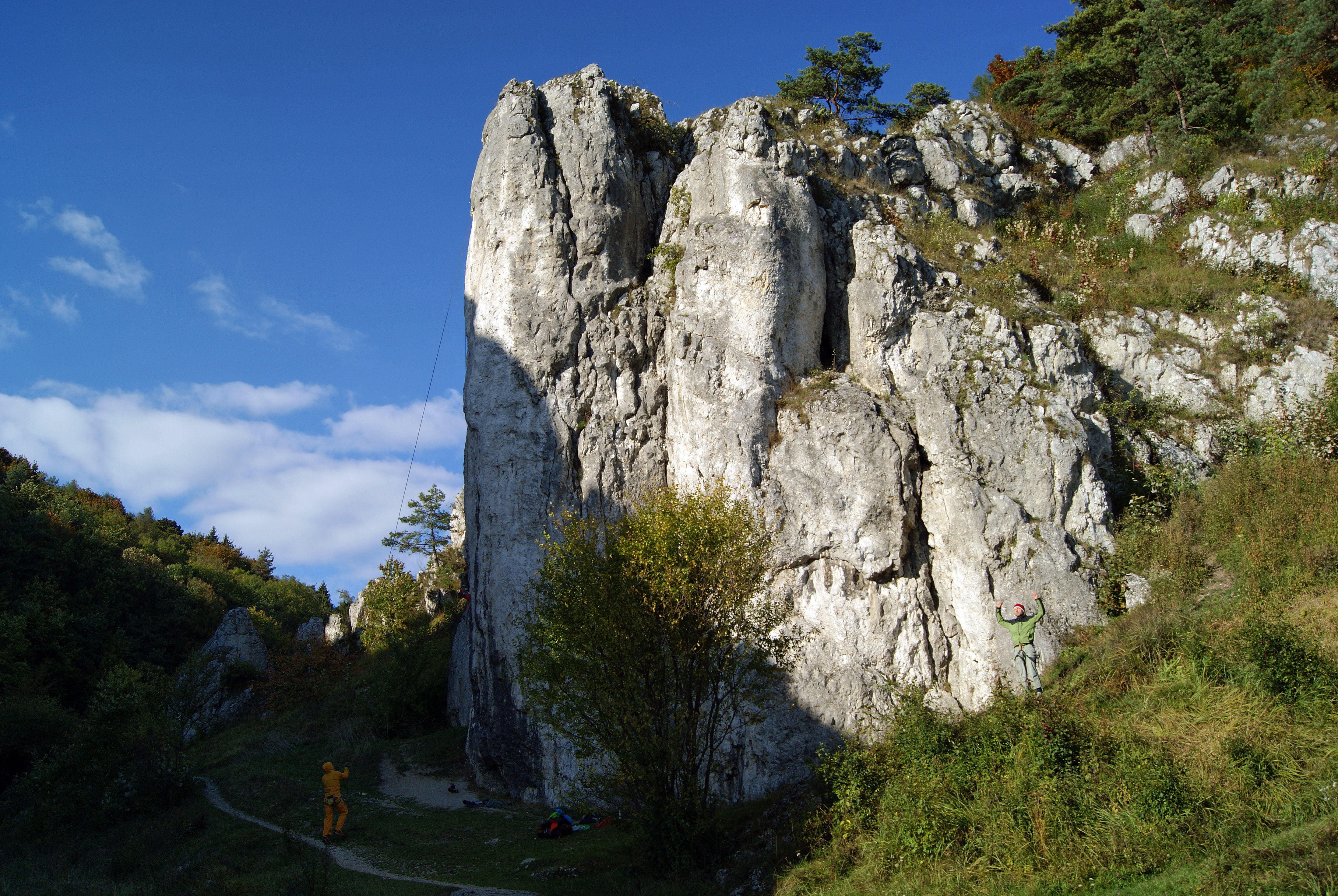
Filar Abazego

Brama Bolechowicka – skalna brama w wylocie Doliny Bolechowickiej na Wyżynie Olkuskiej. Znajduje się w miejscowości Karniowice, około 800 metrów na północ od centrum wsi Bolechowice.
Brama Bolechowicka objęta jest częściową ochroną, wchodzi w skład rezerwatu przyrody Wąwóz Bolechowicki. Tworzą ją dwie skały:
- Filar Pokutników znajdujący się w Murze Pokutników w prawych zboczach doliny,
- Filar Abazego w lewych zboczach doliny[3].

Nazwy skałom nadali wspinacze jeszcze przed II wojną światową. Skały są stromo podcięte (pionowe lub przewieszone) i udostępnione do wspinaczki skalnej, często też można tu zobaczyć wspinaczy. Ze względu na ochronę przyrody wspinać się można tylko wyznaczonymi na nich drogami wspinaczkowymi z użyciem tylko zamontowanych już ringów. Są to drogi przeważnie o dużym stopniu trudności (do VI.6 w skali Kurtyki).
Brama powstała w wyniku procesów krasowych. Znajduje się na terenie o dużych walorach krajobrazowych, geologicznych i przyrodniczych, wchodzących w skład Parku Krajobrazowego Dolinki Krakowskie.   Na wzgórze po wschodniej stronie Filaru Pokutników można podejść bez większych trudności. Roztacza się stąd rozległy widok na Garb Tenczyński, Rów Krzeszowicki i Kraków.
Przed Bramą Bolechowicką i za nią znajduje się nieduże trawiaste rozszerzenie, dnem płynie niewielki potok Bolechówka, który łącząc się z potokiem wypływającym z Doliny Kobylańskiej zasila Rudawę. Skały budujące bramę pochodzą z rafopodobnych wapieni skalistych, które w późnej jurze powstały na dnie płytkiego morza znajdującego się wówczas na tych terenach. W skałach tych znajdują się niewielkie ścięcia tektoniczne powstałe w wyniku trzeciorzędowych ruchów tektonicznych. Brama Bolechowicka znajduje się bowiem w strefie przyuskokowej oddzielającej płytę ojcowską od Rowu Krzeszowickiego. O budowie geologicznej tych terenów informuje umieszczona na łączce przed bramą tablica opracowana przez specjalistów z Akademii Górniczo-Hutniczej w Krakowie w ramach projektu Małopolski Szlak Geoturystyczny.
Przed bramą, już poza rezerwatem przyrody znajduje się krasowe źródło zasilające potok Bolechówka. Zostało ono uznane za pomnik przyrody.

## Szlaki turystyki pieszej
– czarny z Bolechowic do wylotu Wąwozu Bolechowickiego.